# Ölsand

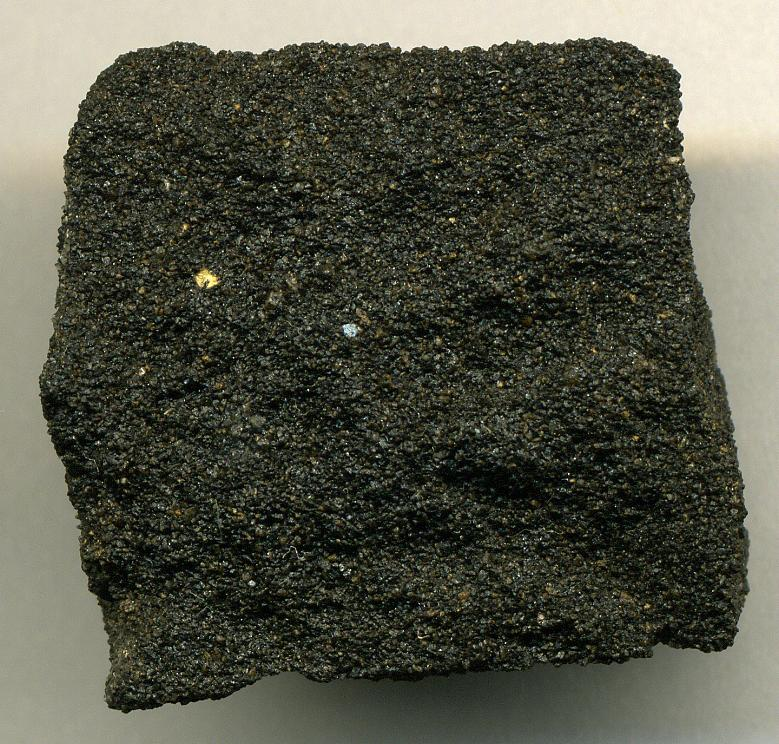
Ölsand aus Südkalifornien (Monterey-Formation, Miozän)

Ölsand oder Teersand ist ein Gemenge aus verschiedenen, jedoch meist aus Quarz bestehenden, überwiegend sandkorngroßen Mineralkörnern, einem an flüchtigen Bestandteilen abgereicherten Erdöl und Wasser. Je nach Viskosität und Grad der Abreicherung wird dieses Öl als natürliches Schweröl (noch relativ flüssig) oder Naturbitumen (sehr zäh oder fest) bezeichnet.
Ölsanden gemein ist ihre Lagerung in relativ geringer Teufe (wenige 100 m). Oft stehen sie sogar direkt an der Erdoberfläche an. Sandsteine, die in größerer Tiefe lagern und aus denen ohne spezielle Förderverfahren raffinationsfähiges, „leichtes“ Rohöl gewonnen werden kann, sind eher als erdölhöffige oder -führende Sandsteine denn als Ölsande anzusprechen. Teersand ist eine Bezeichnung, die fachsprachlich veraltet ist, da Teer zwar auch eine zähflüssige Masse ist, aber ein Pyrolyserest und kein Rohölbestandteil ist und daher chemisch etwas anderes darstellt.
Die weltweit bedeutendsten Ölsand-Vorkommen befinden sich in Kanada und Venezuela. An oder sehr nahe der Erdoberfläche befindliche Ölsande werden im Tagebau abgebaut. Aus tiefer lagernden Ölsanden kann Bitumen oder sogar relativ „leichtes“ Rohöl mit sogenannten In-situ-Methoden (z. B. die Injektion von Wasserdampf in die Lagerstätte) gewonnen werden. In Niedersachsen und am Oberrhein wurden Ölsande auch bergmännisch unter Tage abgebaut.
Im Zuge steigender Ölpreise und des technischen Fortschrittes wird die Gewinnung von synthetischem Rohöl aus Ölsand immer rentabler. Die Regierung Kanadas fördert die Ausbeutung von Ölsanden und sieht hierin einen wichtigen, zukunftssichernden Wirtschaftsfaktor. Im Jahr 2011 lieferten Ölsande gut 10 % des weltweit geförderten Erdöls.

## Entstehung und Zusammensetzung

### Allgemeines
Es wird davon ausgegangen, dass Ölsande in den meisten Fällen dadurch entstehen, dass ein sandiges, mehr oder weniger konsolidiertes Sedimentgestein mit einem geringen Anteil primären organischen Kohlenstoffs von aus der Tiefe aufsteigendem Rohöl imprägniert wird. Hierin besteht ein wichtiger Unterschied zum Ölschiefer, bei dem es sich um ein eher feinkörniges (pelitisches) potenzielles Erdölmuttergestein mit hohem Anteil an primärem organischem Kohlenstoff handelt. Die meisten Ölsandlagerstätten sind folglich nichts anderes als oberflächennahe Erdöllagerstätten. Durch Kontakt des Rohöls mit Sauerstoff und den Verlust der leicht flüchtigen, kurzkettigen Bestandteile ist das ursprünglich relativ niedrigviskose Öl auf natürliche Weise in zähes Bitumen umgewandelt worden. Das Öl ist entweder direkt aus dem Muttergestein bis in oberflächennahe Sedimente migriert oder stammt aus einer Primärlagerstätte unterhalb des Ölsandvorkommens. Ölsande finden sich daher oft in Gegenden, in denen es auch „echte“ (konventionelle) Erdöllagerstätten gibt.
Einige Ölsande könnten allerdings auch direkt aus organikreichen, sandigen Sedimenten entstanden sein und gehörten demnach zu einer eigenständigen Form von Kohlenwasserstofflagerstätten.
Die Mineralfraktion besteht überwiegend aus Quarz, zu geringeren Anteilen auch aus anderen Mineralen, z. B. Feldspat, Glimmer, Rutil, Zirkon, Turmalin oder Hämatit sowie Tonmineralen, wie z. B. Kaolinit. Der Kohlenwasserstoffanteil in den Sanden liegt zwischen einem und 18 %. Ölsand mit einem Kohlenwasserstoffgehalt von unter 6 % abzubauen ist technisch möglich, jedoch zurzeit (Stand 2007) unwirtschaftlich. Im Durchschnitt wird aus 2 Tonnen Ölsand ein Barrel (159 Liter) Rohöl gewonnen.
Die Bezeichnung Teersand ist zumindest im Deutschen irreführend, da Teer zwar auch eine schwärzliche hochviskose Masse aus makromolekularen Kohlenwasserstoffen ist, aber nicht durch Abreicherung oder Destillation von Rohöl entsteht, sondern durch Pyrolyse erzeugt wird.

### „Hydrophilie“ von Ölsanden

Schematische Darstellung von „hydrophilem“ Ölsand

Einige Ölsande werden bezüglich ihrer Zusammensetzung als „hydrophil“ (engl. auch water-wet, ‚wasserbenetzt‘) bezeichnet. Die Charakterisierung als „hydrophil“ ist allerdings irreführend, da Hydrophilie eine Eigenschaft von Oberflächen oder, in kleinerem Maßstab, von Molekülen ist. Ölsand ist jedoch ein Gemisch aus verschiedensten Stoffen, deren Oberflächen bzw. Moleküle teils hydrophil teils aber auch hydrophob sind. Ölsand sollte demzufolge nicht durch den Begriff „hydrophil“ gekennzeichnet werden. Das treffendere Attribut ist in diesem Fall „water-wet“.
„Water-wet“ bedeutet, dass die Mineralkörner nicht direkt mit Bitumen in Kontakt stehen, sondern von einem mehr oder weniger geschlossenen, dünnen Wasserfilm überzogen sein sollen. Indes gibt es bislang keinen direkten Nachweis, dass zwischen Bitumen und Mineralkörnern tatsächlich solche Wasserfilme existieren. Die Hypothese zur Existenz solcher Wasserfilme wird damit untermauert, dass viele saubere Mineraloberflächen, u. a. die von Quarz, tatsächlich hydrophil sind. War der Sedimentkörper vor der Imprägnation mit Öl wassergesättigt, bliebe aufgrund der Hydrophilie der Quarzkörner Wasser auf den Kornoberflächen zurück. Auch nachträglich in den Ölsand eingedrungenes Wasser würde sich aufgrund der Hydrophilie der Quarzkörner an jene anlagern. Auch die Anwendbarkeit der Heißwasser-Extraktion gilt als Beleg dafür, dass ein Ölsand „water-wet“ ist.
Das Gegenteil von „water-wet“ ist „oil-wet“ (engl.: ‚ölbenetzt‘). „Oil-wet“ bedeutet, dass die Kornoberflächen „trocken“ sind bzw. direkt mit dem Bitumen in Kontakt stehen. Die Begriffe „water-wet“ und „oil-wet“ werden nicht nur im Zusammenhang mit Ölsanden, sondern auch im Zusammenhang mit anderen Erdöllagerstätten in klastischen Sedimentgesteinen genutzt.

## Vorkommen

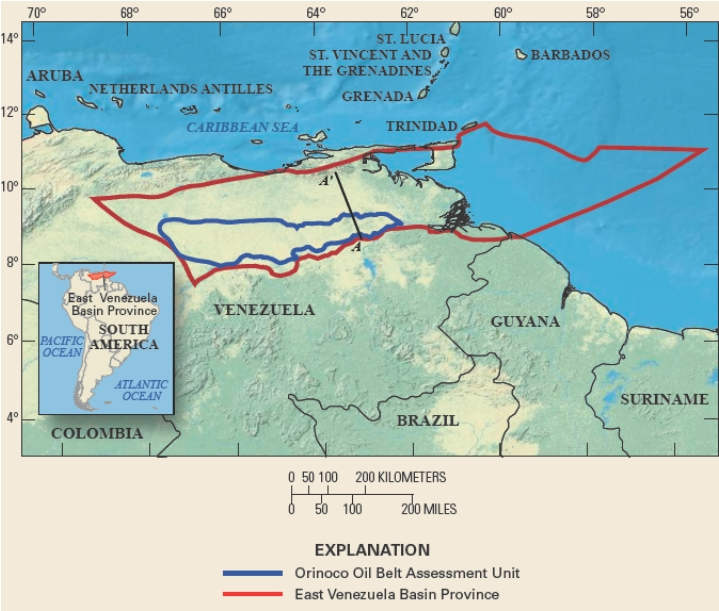
Ausdehnung des Orinoco-Schwerölgürtels (blaue Linie) und der ostvenezolanischen Erdölprovinz (rote Linie).

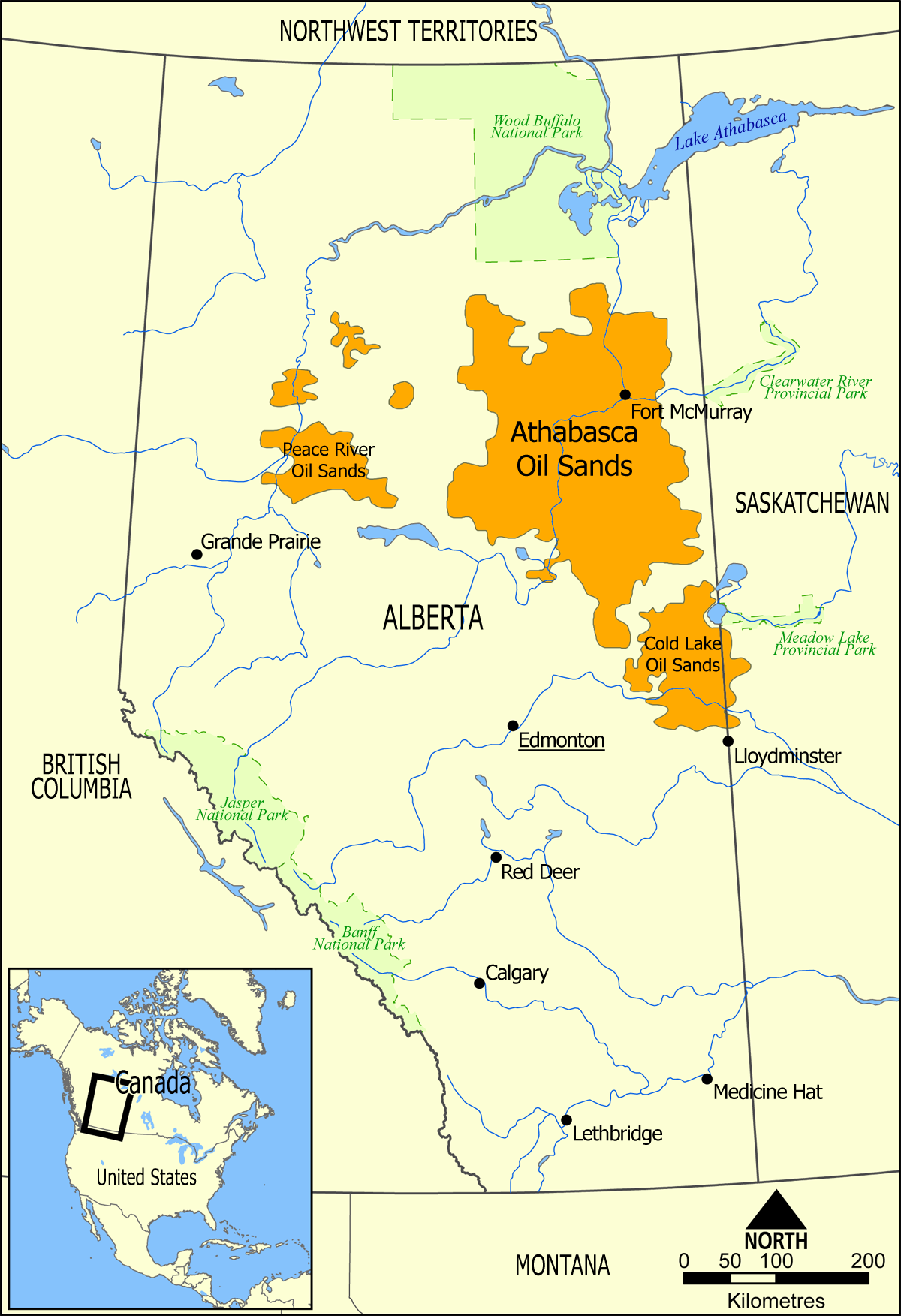
Ölsandlagerstätten in Alberta, Kanada

Ölsandlagerstätten gibt es auf der ganzen Welt, die größten befinden sich in Venezuela und Alberta (Kanada). Die Ölsandreserven machen rund ein Viertel der weltweiten Öl-Reserven aus.

### Orinoco-Ölsand
Etwa ein Drittel der weltweiten Ölsandvorkommen lagern im Orinoco-Schwerölgürtel in Venezuela. Experten des US Geological Survey schätzen die Gesamtvorkommen („in-place“, d. h. einschließlich des technisch nicht abbaubaren Volumens) auf 1,3 Billionen Barrel (≈ 207 km³) Bitumen oder Schweröl. Die technisch förderbaren Reserven im Orinoco-Schwerölgürtel werden auf 513 Milliarden Barrel geschätzt. Andere Quellen gehen (Stand Mai 2013) von 298 Milliarden Barrel wirtschaftlich förderbarem Bitumen bzw. Schweröl aus. Zählte man Ölsand-Bitumen und Schwerölvorkommen zu den Erdölreserven eines Landes hinzu, wäre Venezuela damit das ölreichste Land der Erde, noch vor Saudi-Arabien.

### Alberta-Ölsand
Ein weiteres Drittel mit 1,8 Billionen Barrel Bitumen (≈ 286 km³) lagert in einem Areal von 140.000 km² unter den borealen Nadelwäldern im Norden Kanadas westlichster Prärieprovinz Alberta. Dies sind unter anderem die sogenannten Athabasca-Ölsande. Davon galten Februar 2013 etwa 169 Milliarden Barrel als wirtschaftlich gewinnbar. Unter Einbeziehung der Ölsand-/Bitumen- und Schwerölvorkommen ist Kanada das Land mit den drittgrößten Ölvorkommen der Erde.

### Weitere Lagerstätten
Weitere Lagerstätten befinden sich in Saudi-Arabien und anderen Ländern des Nahen Ostens. In den USA sind die Utah-Ölsande mit 32 Milliarden Barrel bedeutend. In Deutschland sind bei Wietze, im Süden der Lüneburger Heide, von 1920 bis 1963 Ölsande des „Wealden“ (Unterkreide) bergmännisch in 220 bis 250 m Teufe abgebaut worden. Auch bei Pechelbronn im Elsass wurde Ölsand im Schachtbetrieb gewonnen  – dort aus der eozän-oligozänen Pechelbronn-Formation.

## Abbau und Gewinnung

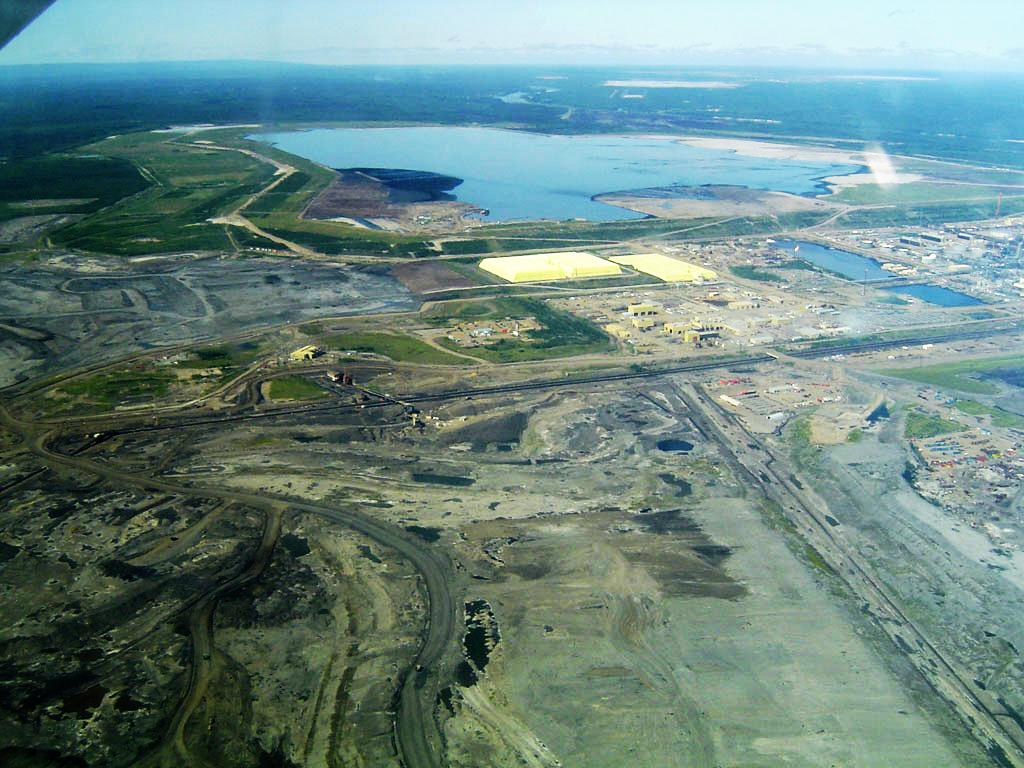
Teil des Tagebaus sowie Schwefelhalden und Abwasserbecken der Aufbereitungsanlage „Mildred Lake“ der Syncrude Canada Ltd. im Athabasca-Ölsandrevier, Alberta, Kanada.

Der Ölsandabbau kann im Tagebau oder „in situ“ erfolgen. Die Auswahl des Gewinnungsverfahrens erfolgt nach wirtschaftlichen Gesichtspunkten. Der Hauptfaktor dabei ist die Deckgebirgsmächtigkeit.

### Tagebau
Oberflächennahe Ölsandlagerstätten können im Tagebau gewonnen werden, ganz ähnlich wie die Braunkohle in Deutschland. In den kanadischen Ölsandlagerstätten liegt die Wirtschaftlichkeitsgrenze für die Ölsandförderung im Tagebau bei 75 m Deckgebirgsmächtigkeit. Bei im Tagebau gewonnenem Ölsand muss die Kohlenwasserstofffraktion nachträglich von der Mineralfraktion getrennt werden.

### In-situ-Verfahren
Bei Lagerstätten, die sich zu tief unter der Oberfläche befinden, um im Tagebau ausgebeutet zu werden, kommen sogenannte In-situ-Verfahren zum Einsatz. In situ bedeutet „an Ort und Stelle“ und bezieht sich darauf, dass die Kohlenwasserstoffe bereits unter Tage, in der Lagerstätte von der Mineralfraktion getrennt und bei einigen dieser Verfahren sogar in einen annähernd raffinationsfähigen Zustand gebracht werden.
Die In-situ-Techniken funktionieren alle nach dem gleichen Prinzip: Die langkettigen werden in kurzkettigere Kohlenwasserstoffe aufgespalten. Dadurch nimmt die Viskosität der Kohlenwasserstoffmixtur ab – sie wird fließfähiger und kann relativ leicht aus der Lagerstätte abgepumpt werden. Die folgende Auflistung enthält eine Auswahl von mehr oder weniger häufig bei der Förderung von Bitumen und natürlichem Schweröl angewendeten In-situ-Verfahren.
SAGD (steam assisted gravity drainage)
„Dampfunterstützte Schwerkraftdrainage“: Durch den horizontalen Endabschnitt einer Bohrung wird Wasserdampf in die Lagerstätte gepresst. Der technische Vorgang des Einpressens wird auch Injektion genannt und die entsprechende Bohrung wird daher als Injektionsbohrung bezeichnet. Die zähen Kohlenwasserstoffe werden durch die Hitze dünnflüssiger und, da sie schwerer als der Wasserdampf sind, in tiefere Bereiche des Reservoirs verdrängt. Von dort werden sie über eine zweite Bohrung mit ebenfalls horizontalem Endabschnitt, die sogenannte Förderbohrung, zur Oberfläche abgepumpt. Der sich zunehmend mit Dampf füllende Teil des Porenraums oberhalb der Injektionsbohrung wird steam chamber („Dampfkammer“) genannt. Das SAGD-Verfahren ist zurzeit eine der beiden am häufigsten genutzten In-situ-Techniken zur Förderung von Bitumen und natürlichem Schweröl.
CSS (cyclic steam stimulation, „huff ’n’ puff“)
„Zyklische Dampfstimulation“: Durch eine einzelne Bohrung wird Dampf über Tage oder Wochen in die Lagerstätte gepresst und anschließend durch dieselbe Bohrung über Wochen oder Monate das Gemisch aus mobilisiertem Bitumen bzw. Schweröl und Wasser abgepumpt. Danach wird der Förderzyklus von neuem begonnen. Das CSS-Verfahren ist die zweite der beiden zurzeit am häufigsten genutzten In-situ-Techniken zur Förderung von Bitumen bzw. Schweröl.
THAI (toe to heel air injection)
„Zeh-bis-Ferse-Luftinjektion“: Dieses Verfahren gehört zu den sogenannten Vertical-Injector-Horizontal-Producer-Verfahren (VIHP), d. h., es nutzt eine vertikale Injektionsbohrung und eine horizontale Förderbohrung. Zudem zählt es zu den sogenannten In-situ-Combustion-Verfahren (ISC), d. h., die zur Verringerung der Viskosität des Bitumens nötige Wärme wird in der Lagerstätte durch kontrollierte Verbrennung eines kleinen Teils der darin enthaltenen Kohlenwasserstoffe erzeugt. Hierbei wird über die vertikale Injektionsbohrung Luft oder Sauerstoff in die Lagerstätte gepresst. Entweder entzündet sich ein Teil der leicht entflammbaren Fraktion des Bitumens bzw. Schweröls von selbst oder wird mit einem Brenner entzündet. Durch fortgesetztes Einpressen von Luft bzw. Sauerstoff bewegt sich die Brandfront vom „Zeh“, dem zur Injektionsbohrung hin weisenden Ende der Förderbohrung, zur „Ferse“, dem von der Injektionsbohrung weg weisenden Ende der Förderbohrung. Das durch die Hitze mobilisierte Bitumen bzw. Schweröl vor der Brandfront wird über die Förderbohrung abgepumpt. Eine Katalysator-Schicht auf dem Förderrohr kann hierbei das sogenannte Upgrading des Bitumens nahezu vollständig vorwegnehmen, sodass faktisch reines Rohöl mit diesem Verfahren aus einer Ölsand- oder Schweröllagerstätte gefördert werden kann (THAI-CAPRI-Verfahren, CAPRI = catalyst upgrading process in situ).
VAPEX (vapor extraction process)
„Lösemittelverfahren“: Dieses Verfahren wird bislang (2012) noch nicht zur kommerziellen Förderung eingesetzt. Es ähnelt stark dem SAGD-Verfahren, jedoch wird anstelle von Wasserdampf ein gasförmiges Lösungsmittel in die Lagerstätte injiziert, das die Viskosität des Bitumens verringert. Der Vorteil gegenüber dem SAGD-Verfahren ist, dass das Lösungsmittel bei relativ geringen Temperaturen gasförmig ist und kaum Energie für die Erzeugung von Hitze aufgewendet werden muss. Zudem sorgt das Lösungsmittel für die Abscheidung von Asphaltenen, besonders „schweren“ komplexen Verbindungen, aus der Kohlenwasserstofffraktion, wodurch auch bei diesem Verfahren zumindest ein Teil des Upgradings bereits während der Förderung vorweggenommen wird.
Als Lösungsmittel fungiert primär Propan, da es sehr billig ist. Weil sich Propan jedoch unter den Druckbedingungen, die in den meisten Lagerstätten herrschen, verflüssigt, muss es mit einem weiteren, unter Lagerstättenbedingungen nicht-kondensierenden Gas (Methan, Ethan, Stickstoff oder Kohlendioxid) gemischt werden. Zusätzlich kann auch noch Wasserdampf in die Lagerstätte injiziert werden, um den Lösungsvorgang zu beschleunigen.

### Aufbereitung

#### Bitumen-Extraktion

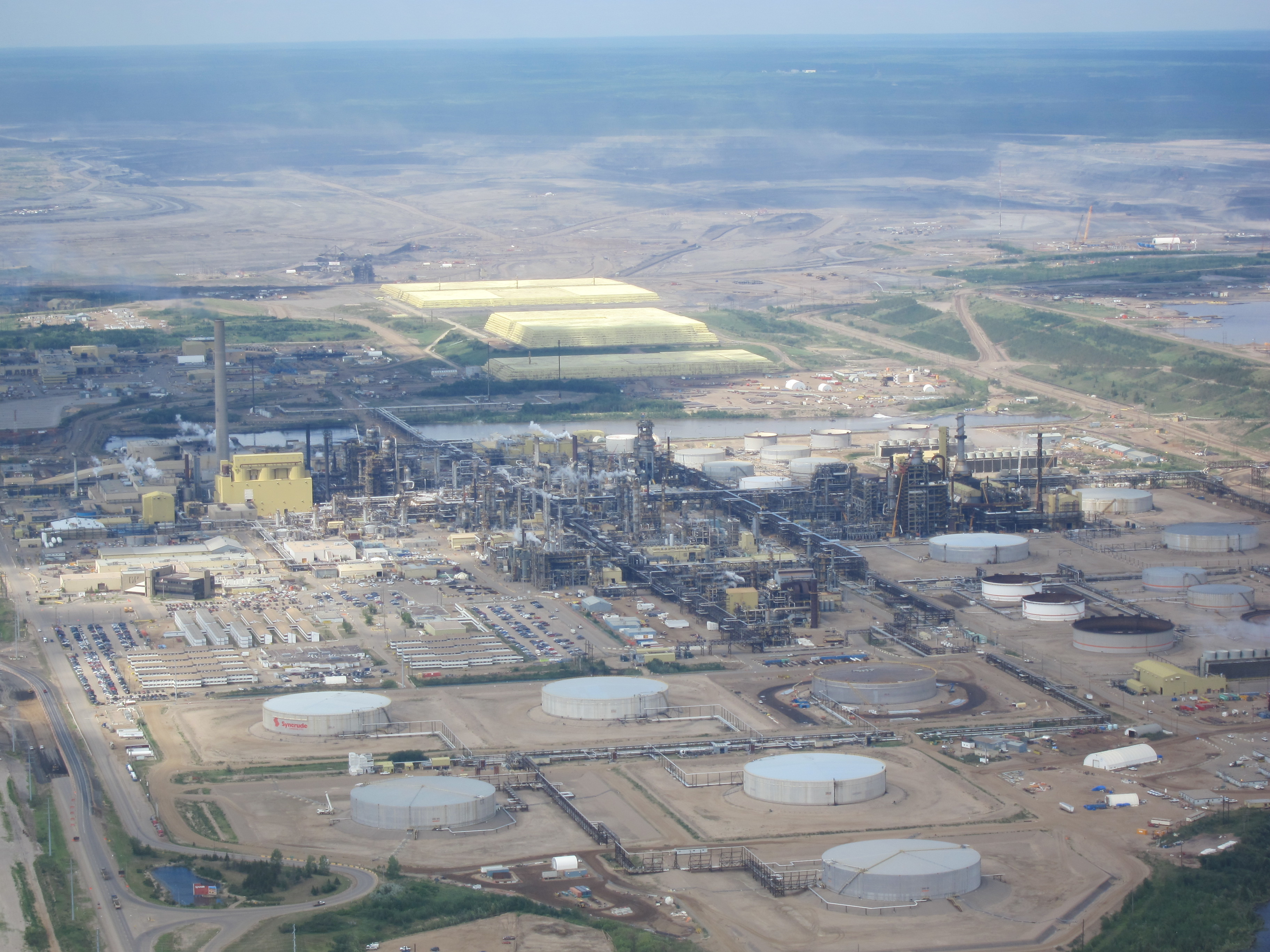
Ölsand-Aufbereitungsanlage „Mildred Lake“ im Athabasca-Ölsandrevier, Alberta, Kanada. Der dazugehörige Tagebau ist im Bildhintergrund erkennbar.

Im Tagebau geförderter Ölsand muss in mehreren Schritten behandelt werden um das Bitumen von den mineralischen Bestandteilen zu trennen. Hierbei werden oft Verfahren unter Einsatz von heißem Wasser angewendet. Die erste Phase einer solchen Heißwasser-Extraktion wird „Conditioning“ genannt. Dabei wird der Ölsand zunächst in kleinere Stücke gebrochen und dann mit heißem Wasser und Natriumhydroxid gemischt. Daraus resultiert eine Art zäher Ölschlamm (engl.: slurry). Dieser wird nach einem älteren Verfahren in großen rotierenden Trommeln (engl.: tumblers) mit Luft versetzt und gesiebt, wodurch die gröbsten mineralischen Bestandteile aus dem Schlamm entfernt werden. In moderneren Anlagen erfolgt dieser Arbeitsschritt innerhalb sogenannter Hydrotransport-Pipelines zwischen dem Tagebau und dem Betrieb, in dem die weitere Extraktion erfolgt.
Die eigentliche Trennung des Bitumens vom Sand erfolgt in sogenannten Primary Separation Vessels („Primärabscheidern“). Bei dieser gravitativen Trennung des mit Luft versetzten Bitumenschlamms sammelt sich in kurzer Zeit (ca. 20 min) oben im Abscheider ein schaumiges Gemisch aus Bitumen und Tonmineralen (engl.: bitumen froth, „Bitumenschaum“) und ganz unten setzen sich Sand und Wasser ab (engl.: tailings). In der Mitte verbleibt ein Mineral-Wasser-Bitumen-Gemisch, die sogenannten middlings. Diese werden der sekundären Separation zugeführt, bei der durch Einblasen von Luft wiederum Bitumenschaum und Tailings entstehen. In „Entlüftern“ (engl.: de-aerators) wird dem Bitumenschaum der Großteil der Luft wieder entzogen. Danach wird das Bitumen mit Naphtha verdünnt und mittels Schrägtisch-Separatoren und Zentrifugen vom Wasser und den restlichen mineralischen Bestandteilen befreit.

#### „Upgrading“
Bei den durch Extraktion oder mittels In-situ-Abbauverfahren aus Ölsand gewonnenen „sauberen“ Kohlenwasserstoffen handelt es sich meist um Bitumen (Asphalt) oder Schweröl. Diese sind noch nicht für die weitere Verarbeitung in konventionellen Erdölraffinerien geeignet und müssen durch sogenanntes Upgrading aufbereitet werden. Das im günstigsten Fall „leichte“ und geringviskose Produkt des Upgradings wird auch als synthetisches Rohöl (engl.: synthetic crude oil, SCO) bezeichnet, da es nicht, wie das eigentliche Rohöl, direkt aus einer konventionellen Erdöllagerstätte stammt. Grundsätzlich wird hierbei die Aufspaltung der langkettigen Kohlenwasserstoffe durch Temperatur, Katalysatoren, Wasserstoff-Zugabe oder Kohlenstoffabscheidung (zur Erhöhung des Wasserstoff-zu-Kohlenstoff-Verhältnisses) angestrebt. Anschließend wird es von unerwünschten Begleitstoffen (Schwefel, Salz) gereinigt. Das entstandene schwefelarme „sweet crude-oil“ ist leicht zu raffinieren und weiterzuverarbeiten.
Damit das Upgrading nicht zwangsläufig am Ort des Abbaus vorgenommen werden muss und das gereinigte Rohbitumen auch direkt via Pipeline bequem zu einem entsprechend ausgestatteten Raffineriekomplex geliefert werden kann, muss seine Viskosität verringert werden. Dies wird meist dadurch erzielt, dass es entweder mit „leichtem“ synthetischem Rohöl oder mit einem leichtflüchtigen Kohlenwasserstoffgemisch – beispielsweise Naphtha – versetzt wird. Die resultierenden relativ geringviskosen Rohbitumengemische werden Synbit (von englisch synthetic crude + bitumen) bzw. Dilbit (von englisch diluted bitumen) genannt.

## Kosten und Wirtschaftlichkeit
Die kanadischen Athabasca-Ölsandbergwerke können mit dem gegenwärtigen Heißwasser-Prozess geschätzte 750.000 Barrel (119.250 m³) Rohöl pro Tag liefern. Da nach Überschreiten des globalen Ölfördermaximums die Kapazität der herkömmlichen Ölquellen zurückgeht, werden nichtkonventionelle Ölressourcen wie Ölsand künftig zunehmend zur Ölgewinnung herangezogen werden. Viele Experten bezweifeln jedoch, dass durch die Förderung von Ölsanden der zu erwartende Förderrückgang des konventionellen Öls ausgeglichen werden kann.
Im Jahr 2002 führte die Einbeziehung des Ölsandes in die Berechnung der wirtschaftlich förderbaren Ressourcen zu einem sprunghaften Anstieg der weltweiten Erdölreserven um 17,8 % beziehungsweise 25 Milliarden Tonnen. Allerdings ist die Gewinnung aus Ölsand nicht äquivalent zur Förderung konventionellen Erdöls, denn verglichen mit anderen Erdölfördermethoden weist der Abbau von Ölsanden einen deutlich geringeren Erntefaktor auf. Während bei den ersten genutzten Ölquellen nur etwa 1–2 % der im Öl enthaltenen Energie für die Gewinnung verbraucht wurden, muss bei Ölsanden hierfür ca. ein Drittel bis ein Viertel der in ihnen enthaltenen Energie aufgewandt werden. Der Erntefaktor liegt demnach nur bei 3 bis 4. Die Einbeziehung von Ölsandvorkommen in die Schätzung der Erdölreserven ist daher kritisch zu betrachten.
Im Jahr 2004 wurden täglich 1 Million Barrel (159.000 m³) Bitumen aus Ölsand gewonnen. Die Produktionskosten sollen derzeit (Stand 2005) unter 20 US-Dollar pro Barrel liegen. Die Produktionskosten von Rohöl aus Ölsanden sind hingegen höher und betragen bis zu 40 US-Dollar je Barrel (Stand 2003).
Die Kostenfrage ist mittlerweile unternehmensseitig die größte Herausforderung bei der Exploration der kanadischen Athabasca-Vorkommen. Die noch nicht aktiv an der Ölsandförderung beteiligte Firma Western Oil Sands äußerte deutliche Sorge, dass ihre geplanten Aufwendungen für die Ölsandförderung aus dem Ruder laufen könnten. Einem Bericht des Rohstoff-Infodienstes Platts vom 6. Juli 2006 zufolge habe Western Oil Sands seine anfängliche Budgetfestlegung von 13,5 Milliarden Kanadische Dollar (zirka 12,2 Milliarden US-Dollar) bereits um 50 % überschritten. Auch die bereits voll produktiven Firmen wie Suncor Energy sind besorgt hinsichtlich der Kosten geplanter Expansionen.
Die Berechnung der Kosten und Wirtschaftlichkeit einer Förderung von Ölsanden ist schwierig, da unklar ist, in welcher Höhe ökologische Kosten einberechnet werden müssen. Die Zukunft der Ölsandausbeutung in Alberta ist überdies ungewiss, da die rasante Ausbreitung des Fracking-Verfahrens – vor allem in den USA – die Wirtschaftlichkeit des Abbaus immer unwahrscheinlicher macht.

## Auswirkungen auf Umwelt und Klima

### Allgemeines
Der Abbau von Ölsand im Tagebau, die Bitumenextraktion und die Aufbereitung des Bitumens zu raffinationsfähigem synthetischen Erdöl, aber auch die In-situ-Gewinnung von Öl aus Ölsand haben generell eine deutlich schlechtere Ökobilanz als die konventionelle Erdölförderung. Nachteilige Auswirkungen auf Umwelt und Klima ergeben sich vor allem aus dem hohen Wasserverbrauch und insbesondere aus den großen Mengen anfallenden Abwassers sowie dem hohen Energiebedarf. Mit jedem produzierten Barrel synthetischen Öls fallen mehr als 80 Kilogramm Treibhausgase und ungefähr vier Barrel Abwasser an. Im Falle der Förderung im Tagebau kommen drastische Auswirkungen auf die lokalen Ökosysteme hinzu. Der Abbau von Ölsanden ist zudem mit einer starken Freisetzung von sekundären organischen Aerosolen verbunden. Diese sind ein wichtiger Bestandteil von Feinstaub und haben als Luftschadstoff Auswirkungen auf die Luftqualität, haben zugleich aber auch Auswirkungen auf das Klima. Der kanadische Ölsandabbau ist für eine Produktion von 45 bis 84 Tonnen pro Tag verantwortlich, was die Tagebaue zu einer der größten Quellen sekundärer organischer Aerosole in Nordamerika macht.

### Situation in Alberta
In Alberta zerstört der Abbau des Ölsandes im Tagebau vollständig den borealen Wald, die Moore, die Flüsse und andere Elemente der natürlichen Landschaft im Abbaugebiet. Jedoch ist Ölsandförderung im Tagebau in Alberta insgesamt nur auf einer Fläche von 4800 km² möglich (3,3 % der Gesamtfläche mit Ölsandlagerstätten im Untergrund) von der bis zum 31. Dezember 2012 nur 767 km² tatsächlich von Tagebauen eingenommen wurden (0,2 % der Gesamtfläche des borealen Waldes von Alberta). Des Weiteren sind die Bergbaufirmen in Alberta verpflichtet, die genutzten Flächen nach Schließung der Gruben und Aufbereitungsanlagen wieder in einen natürlichen Zustand zu versetzen. Es kann allerdings mehr als 15 Jahre dauern, bis in den betreffenden Gebieten wieder ein funktionierendes Ökosystem entstanden ist. Außerdem können während des Betriebes Schadstoffe aus den Tagebauen und den Ölsand-Aufbereitungsanlagen in die Umgebung gelangen. Die In-Situ-Gewinnung des Ölsandes beeinträchtigt die lokale Umwelt generell in deutlich geringerem Maße.

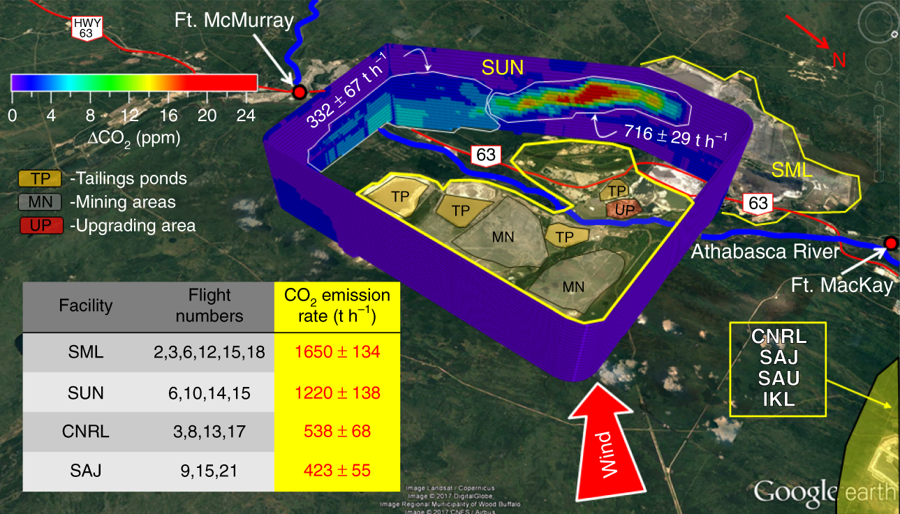
Darstellung der Verteilung der CO_{2}-Konzentration in der Luft oberhalb des Normalwertes während eines Messflugs über einem Tagebau-Komplex in den Athabasca-Ölsanden im Jahr 2013

Die Zunahme der Erdölgewinnung aus Ölsand und der damit verbundene Anstieg der Treibhausgasemissionen führten schließlich zum Rücktritt Kanadas vom Kyoto-Protokoll, in dem es sich verpflichtet hatte, seine Emissionen bis 2012 um 6 Prozent gegenüber dem Jahr 1990 zu verringern. Jedoch hatten bis 2010 die Treibhausgasemissionen Kanadas seit 1990 um 17,4 % zugenommen. Zudem lassen Messungen, die 2013 in der Luft über den Ölsand-Tagebauen in Alberta vorgenommen wurden, darauf schließen, dass die durch den Ölsand-Abbau erzeugten CO2-Emissionen teils bei weitem höher sind als es die bisher üblichen und international empfohlenen bodennahen Messungen nahelegen.